# Papás por conveniencia
 (срп. Тате за удобност) мексичка је теленовела, продукцијске куће Телевиса, снимана 2024. У серији играју Ариадне Диаз и Хосе Рон.

## Улоге
| Глумац               | Улога                     |
| -------------------- | ------------------------- |
| Ариадне Диаз         | Аиде Москеда              |
| Хосе Рон             | Цонстантино "Тино" Гевара |
| Фердинандо Валенсија | Гузман Муриел             |
| Африка Завала        | Федерика                  |
| Данијела Лухан       | Клара Луз Монрој          |
| Мартин Рика          | Рудолф                    |
| Мариа Чакон          | Алисиа "Лићита" Чагоиан   |
| Мигуел Мартинез      | Чано Чаморо               |
| Орасио Панчери       | Дамасо Ривера             |
| Ламбда Гарсија       | Факундо Топете            |
| Шерлин Гонзалез      | Силвана Крус Муриел       |
| Иманол Ландета       | Фелипе                    |
| Летисиа Пердигон     | Берта                     |
| Ернесто Лагувардија  | Џејсон                    |
| Сесилиа Габриела     | Пура                      |
| Адријана Фонсека     | Паулина                   |